# Bartonia virginica
Bartonia virginica är en gentianaväxtart som först beskrevs av Carl von Linné, och fick sitt nu gällande namn av B. S. P.. Bartonia virginica ingår i släktet Bartonia och familjen gentianaväxter. Inga underarter finns listade i Catalogue of Life.